# もみのき森林公園
もみのき森林公園（もみのきしんりんこうえん）は、広島県廿日市市吉和にある県立の森林公園。

## 概要
1984年（昭和59年）に、広島県立の森林公園として佐伯郡吉和村（現・廿日市市吉和）に開園した。林野庁などが制定した森林浴の森100選に選ばれている公園でもある。
西中国山地の西部、標高750 - 1070メートルの高原に広がる400ヘクタールの園地をもち、市民の憩いやスポーツ、各種レクリエーションの場として親しまれている。
英語名称は「Mominoki Forest Park」。
敷地内にはシンボルであるモミ（樅）の木の群生が点在し、豊かな動植物相をみせている。また、アウトドアの拠点として人気があり、オートキャンプ場や1周6.15kmのサイクリングロード兼クロスカントリーコース、アスレチックフィールド、野外ステージ等が整備されているほか、「もみのき森林公園スキー場」がある。
開園前年に全線開通した中国自動車道の吉和インターチェンジから車で数分と近い。開園後、周辺はバブル経済の進展を背景に広島近郊の高原リゾートとして開発された経緯があり、別荘地が点在している。バブル崩壊後も公園の年間利用者数は40万人台を維持していたが、開園20年をすぎて近年は20万人台で推移している。

## アクセス

### 自家用車
- E2A中国自動車道・吉和ICより10分
- 西広島バイパスの宮内交差点（廿日市市）より県道30号・国道186号経由で約1時間
- そのほか、広島市佐伯区湯来町方面から国道488号によるアクセスがあるが、冬期は通行止めになる。

### 公共交通機関
山間部であり、公共交通機関でのアクセスはきわめて限定的である。
高速バス
石見交通。広島駅新幹線口 - 広島バスセンター - 吉和サービスエリア：さくらバスに乗り換え（所要1時間30分）
路線バス
広島電鉄バス。JR山陽本線・宮内串戸駅 - もみのき森林公園（所要1時間30分）